# Oscar Jonsson (fotbollsspelare)
För andra betydelser, se Oscar Jonsson (olika betydelser).
Olov Oscar Joel Jonsson, född 24 januari 1997, är en svensk fotbollsmålvakt som spelar för Gefle IF.

## Karriär
Jonsson är född och uppvuxen i Vemdalen och började spela fotboll i Svegs IK som 12-åring. 2011 spelade han två matcher för Älvros IK i Division 6. Mellan 2012 och 2013 spelade Jonsson 27 matcher för Svegs IK i Division 4. Sommaren 2013 gick han till IK Brage. I januari 2014 värvades Jonsson av Djurgårdens IF. Säsongen 2015 var han med och blev svensk U21-mästare med Djurgården.
Jonsson gjorde allsvensk debut den 24 oktober 2016 i en 0–2-förlust mot Jönköpings Södra. Han var under säsongen 2016 dessutom utlånad till division 2-klubben Håbo FF, där det blev 16 matcher. I november 2016 förlängde Jonsson sitt kontrakt i Djurgården med två år. I mars 2017 lånades han ut till division 1-klubben Enskede IK, där det blev 10 matcher. I juli 2017 blev han på nytt utlånad till Håbo FF, där han denna gång spelade åtta matcher. I augusti 2018 lånades Jonsson ut till IK Frej, dock utan att få någon speltid.
I januari 2019 värvades Jonsson av Karlstad BK, där han skrev på ett tvåårskontrakt. Jonsson spelade 29 ligamatcher i Division 1 Norra 2019 samt tre matcher i Svenska cupen under säsongen 2019. Inför säsongen 2020 slogs Karlstad BK ihop med Carlstad United och bildade IF Karlstad. I januari 2021 värvades Jonsson av GIF Sundsvall, där han skrev på ett treårskontrakt.
I december 2023 värvades Jonsson av Superettan-klubben Gefle IF.